# Gustaf Gullberg
Gustaf Theodor Gullberg, född 18 april 1859 i Malmö, död 13 april 1911 i Stockholm, var en svensk publicist och kåsör. Han använde signaturerna Gustaf G.; Flanör; Mont d’Or; Traveller; Nadar fils; Spritt von Tokenström.

## Biografi
Gullberg var son till stadsvaccinatören i Malmö Bengt Gustaf Gullberg (1801—1877) och författaren Sofie Gullberg, född Piculell (1821-1881). Sedan fadern avlidit tvingades han avbryta sina studier vid Malmö högre allmänna läroverk för att försörja sig, och arbetade en tid som skådespelare och frilansjournalist innan han fick anställning på Bohusläns tidning 1880 och där han var medredaktör 1881–1883. 1883–1884 var han redaktör vid Oskarshamns-Tidningen. Åren 1884—1896 utgav han veckopublikationen Från Birger Jarls stad och 1896—1902 var han chef för Dagens Nyheters malmöfilial Malmö-Tidningen. År 1902 utsågs Gullberg till biträdande redaktör och 1906 till huvudredaktör för Stockholms-Tidningen. 
Gullberg gav ut flera artikelsamlingar i bokform.